# ووژنگکی (شهرستان ووشتسه)
ووژنگکی (به لاتین: Woźniki) یک روستا در لهستان است که در گمینا ووشتسه واقع شده‌است.